# 19e étape du Tour d'Espagne 2022
Pour un article plus général, voir Tour d'Espagne 2022.
La 19e étape du Tour d'Espagne 2022 se déroule le vendredi 9 septembre 2022 de Talavera de la Reina à Talavera de la Reina (Castille-La Manche), sur une distance de 138,3 km.

## Parcours
Cette courte étape vallonnée dont le départ et l'arrivée se situent dans la ville castillane de Talavera de la Reina se compose d'un circuit comprenant le col de 2e catégorie du Puerto del Piélago à accomplir deux fois. Le second passage de ce col se situe à 42 kilomètres de l'arrivée.

## Déroulement de la course
Un groupe de trois hommes fait la première partie de l'étape en tête de la course. Ces trois hommes sont Jonathan Caicedo (EF Education), Brandon McNulty (UAE Emirates) et Ander Okamika (Burgos BH). Le peloton est alors emmené par l'équipe Trek-Segafredo du maillot vert Mads Pedersen. Les trois fuyards sont repris par le peloton à 50 km du terme lors de la seconde ascension du Puerto del Piélago. Le peloton groupé se dirige tranquillement vers l'arrivée sans qu'aucune attaque ne se produise. Sans surprise, Mads Pedersen remporte à Talavera de la Reina une troisième victoire au sprint devant Fred Wright (Bahrain Victorious).

## Résultats

### Classement de l'étape
| \| Classement de l'étape \| Classement de l'étape \| Classement de l'étape \| Classement de l'étape \| Classement de l'étape \| \| Coureur \| Coureur \| Pays \| Équipe \| Temps \| \| --------------------- \| --------------------- \| --------------------- \| --------------------- \| --------------------- \| \| 1er \| Mads Pedersen \| Danemark \| Trek-Segafredo \| 3 h 19 min 11 s \| \| 2e \| Fred Wright \| Royaume-Uni \| Bahrain Victorious \| + 0 s \| \| 3e \| Gianni Vermeersch \| Belgique \| Alpecin-Deceuninck \| + 0 s \| \| 4e \| Ben Turner \| Royaume-Uni \| Ineos Grenadiers \| + 0 s \| \| 5e \| Mike Teunissen \| Pays-Bas \| Jumbo-Visma \| + 0 s \| \| 6e \| Jonas Koch \| Allemagne \| Bora-Hansgrohe \| + 0 s \| \| 7e \| Omer Goldstein \| Israël \| Israel-Premier Tech \| + 0 s \| \| 8e \| Raúl García Pierna \| Espagne \| Equipo Kern Pharma \| + 0 s \| \| 9e \| Miguel Ángel López \| Colombie \| Astana Qazaqstan Team \| + 0 s \| \| 10e \| Dylan van Baarle \| Pays-Bas \| Ineos Grenadiers \| + 0 s \| |                    |             |                       |                 |
| |                    |             |                       |                 |
| Source : ProCyclingStats |                    |             |                       |                 |
| Classement de l'étape |                    |             |                       |                 |
| Coureur | Coureur            | Pays        | Équipe                | Temps           |
| 1er | Mads Pedersen      | Danemark    | Trek-Segafredo        | 3 h 19 min 11 s |
| 2e | Fred Wright        | Royaume-Uni | Bahrain Victorious    | + 0 s           |
| 3e | Gianni Vermeersch  | Belgique    | Alpecin-Deceuninck    | + 0 s           |
| 4e | Ben Turner         | Royaume-Uni | Ineos Grenadiers      | + 0 s           |
| 5e | Mike Teunissen     | Pays-Bas    | Jumbo-Visma           | + 0 s           |
| 6e | Jonas Koch         | Allemagne   | Bora-Hansgrohe        | + 0 s           |
| 7e | Omer Goldstein     | Israël      | Israel-Premier Tech   | + 0 s           |
| 8e | Raúl García Pierna | Espagne     | Equipo Kern Pharma    | + 0 s           |
| 9e | Miguel Ángel López | Colombie    | Astana Qazaqstan Team | + 0 s           |
| 10e | Dylan van Baarle   | Pays-Bas    | Ineos Grenadiers      | + 0 s           |

## Classements à l'issue de l'étape

### Classement général
| \| Classement général \| Classement général \| Classement général \| Classement général \| Classement général \| \| Coureur \| Coureur \| Pays \| Équipe \| Temps \| \| ------------------ \| ------------------ \| ------------------ \| ---------------------- \| ------------------ \| \| 1er \| Remco Evenepoel \| Belgique \| Quick-Step Alpha Vinyl \| 73 h 18 min 23 s \| \| 2e \| Enric Mas \| Espagne \| Movistar Team \| + 2 min 07 s \| \| 3e \| Juan Ayuso \| Espagne \| UAE Team Emirates \| + 5 min 14 s \| \| 4e \| Miguel Ángel López \| Colombie \| Astana Qazaqstan Team \| + 5 min 56 s \| \| 5e \| Carlos Rodríguez \| Espagne \| Ineos Grenadiers \| + 6 min 49 s \| \| 6e \| João Almeida \| Portugal \| UAE Team Emirates \| + 7 min 14 s \| \| 7e \| Thymen Arensman \| Pays-Bas \| Team DSM \| + 8 min 09 s \| \| 8e \| Ben O'Connor \| Australie \| AG2R Citroën Team \| + 9 min 37 s \| \| 9e \| Rigoberto Urán \| Colombie \| EF Education-EasyPost \| + 9 min 56 s \| \| 10e \| Jai Hindley \| Australie \| Bora-Hansgrohe \| + 12 min 03 s \| |                    |           |                        |                  |
| |                    |           |                        |                  |
| Source : ProCyclingStats |                    |           |                        |                  |
| Classement général |                    |           |                        |                  |
| Coureur | Coureur            | Pays      | Équipe                 | Temps            |
| 1er | Remco Evenepoel    | Belgique  | Quick-Step Alpha Vinyl | 73 h 18 min 23 s |
| 2e | Enric Mas          | Espagne   | Movistar Team          | + 2 min 07 s     |
| 3e | Juan Ayuso         | Espagne   | UAE Team Emirates      | + 5 min 14 s     |
| 4e | Miguel Ángel López | Colombie  | Astana Qazaqstan Team  | + 5 min 56 s     |
| 5e | Carlos Rodríguez   | Espagne   | Ineos Grenadiers       | + 6 min 49 s     |
| 6e | João Almeida       | Portugal  | UAE Team Emirates      | + 7 min 14 s     |
| 7e | Thymen Arensman    | Pays-Bas  | Team DSM               | + 8 min 09 s     |
| 8e | Ben O'Connor       | Australie | AG2R Citroën Team      | + 9 min 37 s     |
| 9e | Rigoberto Urán     | Colombie  | EF Education-EasyPost  | + 9 min 56 s     |
| 10e | Jai Hindley        | Australie | Bora-Hansgrohe         | + 12 min 03 s    |

| Classement par points | Classement par points | Classement par points | Classement par points  | Classement par points |
| Coureur               | Coureur               | Pays                  | Équipe                 | Points                |
| --------------------- | --------------------- | --------------------- | ---------------------- | --------------------- |
| 1er                   | Mads Pedersen         | Danemark              | Trek-Segafredo         | 379 pts               |
| 2e                    | Fred Wright           | Royaume-Uni           | Bahrain Victorious     | 174 pts               |
| 3e                    | Marc Soler            | Espagne               | UAE Team Emirates      | 133 pts               |
| 4e                    | Remco Evenepoel       | Belgique              | Quick-Step Alpha Vinyl | 123 pts               |
| 5e                    | Enric Mas             | Espagne               | Movistar Team          | 107 pts               |
| 6e                    | Danny van Poppel      | Pays-Bas              | Bora-Hansgrohe         | 92 pts                |
| 7e                    | Pascal Ackermann      | Allemagne             | UAE Team Emirates      | 86 pts                |
| 8e                    | Ander Okamika         | Espagne               | Burgos-BH              | 67 pts                |
| 9e                    | Lawson Craddock       | États-Unis            | BikeExchange-Jayco     | 64 pts                |
| 10e                   | Jesús Herrada         | Espagne               | Cofidis                | 62 pts                |

| Classement par points | Classement par points | Classement par points | Classement par points  | Classement par points |
| Coureur               | Coureur               | Pays                  | Équipe                 | Points                |
| --------------------- | --------------------- | --------------------- | ---------------------- | --------------------- |
| 1er                   | Mads Pedersen         | Danemark              | Trek-Segafredo         | 379 pts               |
| 2e                    | Fred Wright           | Royaume-Uni           | Bahrain Victorious     | 174 pts               |
| 3e                    | Marc Soler            | Espagne               | UAE Team Emirates      | 133 pts               |
| 4e                    | Remco Evenepoel       | Belgique              | Quick-Step Alpha Vinyl | 123 pts               |
| 5e                    | Enric Mas             | Espagne               | Movistar Team          | 107 pts               |
| 6e                    | Danny van Poppel      | Pays-Bas              | Bora-Hansgrohe         | 92 pts                |
| 7e                    | Pascal Ackermann      | Allemagne             | UAE Team Emirates      | 86 pts                |
| 8e                    | Ander Okamika         | Espagne               | Burgos-BH              | 67 pts                |
| 9e                    | Lawson Craddock       | États-Unis            | BikeExchange-Jayco     | 64 pts                |
| 10e                   | Jesús Herrada         | Espagne               | Cofidis                | 62 pts                |

| Classement de la montagne | Classement de la montagne | Classement de la montagne | Classement de la montagne | Classement de la montagne |
| Coureur                   | Coureur                   | Pays                      | Équipe                    | Points                    |
| ------------------------- | ------------------------- | ------------------------- | ------------------------- | ------------------------- |
| 1er                       | Richard Carapaz           | Équateur                  | Ineos Grenadiers          | 50 pts                    |
| 2e                        | Enric Mas                 | Espagne                   | Movistar Team             | 26 pts                    |
| 3e                        | Thymen Arensman           | Pays-Bas                  | Team DSM                  | 23 pts                    |
| 4e                        | Robert Stannard           | Australie                 | Alpecin-Deceuninck        | 21 pts                    |
| 5e                        | Marc Soler                | Espagne                   | UAE Team Emirates         | 20 pts                    |
| 6e                        | Remco Evenepoel           | Belgique                  | Quick-Step Alpha Vinyl    | 19 pts                    |
| 7e                        | Jimmy Janssens            | Belgique                  | Alpecin-Deceuninck        | 17 pts                    |
| 8e                        | Miguel Ángel López        | Colombie                  | Astana Qazaqstan Team     | 16 pts                    |
| 9e                        | Thibaut Pinot             | France                    | Groupama-FDJ              | 13 pts                    |
| 10e                       | Jesús Herrada             | Espagne                   | Cofidis                   | 11 pts                    |

| Classement de la montagne | Classement de la montagne | Classement de la montagne | Classement de la montagne | Classement de la montagne |
| Coureur                   | Coureur                   | Pays                      | Équipe                    | Points                    |
| ------------------------- | ------------------------- | ------------------------- | ------------------------- | ------------------------- |
| 1er                       | Richard Carapaz           | Équateur                  | Ineos Grenadiers          | 50 pts                    |
| 2e                        | Enric Mas                 | Espagne                   | Movistar Team             | 26 pts                    |
| 3e                        | Thymen Arensman           | Pays-Bas                  | Team DSM                  | 23 pts                    |
| 4e                        | Robert Stannard           | Australie                 | Alpecin-Deceuninck        | 21 pts                    |
| 5e                        | Marc Soler                | Espagne                   | UAE Team Emirates         | 20 pts                    |
| 6e                        | Remco Evenepoel           | Belgique                  | Quick-Step Alpha Vinyl    | 19 pts                    |
| 7e                        | Jimmy Janssens            | Belgique                  | Alpecin-Deceuninck        | 17 pts                    |
| 8e                        | Miguel Ángel López        | Colombie                  | Astana Qazaqstan Team     | 16 pts                    |
| 9e                        | Thibaut Pinot             | France                    | Groupama-FDJ              | 13 pts                    |
| 10e                       | Jesús Herrada             | Espagne                   | Cofidis                   | 11 pts                    |

| Classement du meilleur jeune | Classement du meilleur jeune | Classement du meilleur jeune | Classement du meilleur jeune | Classement du meilleur jeune |
| Coureur                      | Coureur                      | Pays                         | Équipe                       | Temps                        |
| ---------------------------- | ---------------------------- | ---------------------------- | ---------------------------- | ---------------------------- |
| 1er                          | Remco Evenepoel              | Belgique                     | Quick-Step Alpha Vinyl       | 73 h 18 min 23 s             |
| 2e                           | Juan Ayuso                   | Espagne                      | UAE Team Emirates            | + 5 min 14 s                 |
| 3e                           | Carlos Rodríguez             | Espagne                      | Ineos Grenadiers             | + 6 min 49 s                 |
| 4e                           | João Almeida                 | Portugal                     | UAE Team Emirates            | + 7 min 14 s                 |
| 5e                           | Thymen Arensman              | Pays-Bas                     | Team DSM                     | + 8 min 09 s                 |
| 6e                           | Gino Mäder                   | Suisse                       | Bahrain Victorious           | + 47 min 19 s                |
| 7e                           | José Félix Parra             | Espagne                      | Equipo Kern Pharma           | + 53 min 51 s                |
| 8e                           | Sergio Higuita               | Colombie                     | Bora-Hansgrohe               | + 1 h 00 min 36 s            |
| 9e                           | Clément Champoussin          | France                       | AG2R Citroën Team            | + 1 h 16 min 41 s            |
| 10e                          | Edoardo Zambanini            | Italie                       | Bahrain Victorious           | + 1 h 19 min 50 s            |

| Classement du meilleur jeune | Classement du meilleur jeune | Classement du meilleur jeune | Classement du meilleur jeune | Classement du meilleur jeune |
| Coureur                      | Coureur                      | Pays                         | Équipe                       | Temps                        |
| ---------------------------- | ---------------------------- | ---------------------------- | ---------------------------- | ---------------------------- |
| 1er                          | Remco Evenepoel              | Belgique                     | Quick-Step Alpha Vinyl       | 73 h 18 min 23 s             |
| 2e                           | Juan Ayuso                   | Espagne                      | UAE Team Emirates            | + 5 min 14 s                 |
| 3e                           | Carlos Rodríguez             | Espagne                      | Ineos Grenadiers             | + 6 min 49 s                 |
| 4e                           | João Almeida                 | Portugal                     | UAE Team Emirates            | + 7 min 14 s                 |
| 5e                           | Thymen Arensman              | Pays-Bas                     | Team DSM                     | + 8 min 09 s                 |
| 6e                           | Gino Mäder                   | Suisse                       | Bahrain Victorious           | + 47 min 19 s                |
| 7e                           | José Félix Parra             | Espagne                      | Equipo Kern Pharma           | + 53 min 51 s                |
| 8e                           | Sergio Higuita               | Colombie                     | Bora-Hansgrohe               | + 1 h 00 min 36 s            |
| 9e                           | Clément Champoussin          | France                       | AG2R Citroën Team            | + 1 h 16 min 41 s            |
| 10e                          | Edoardo Zambanini            | Italie                       | Bahrain Victorious           | + 1 h 19 min 50 s            |

| Classement par équipes | Classement par équipes             | Classement par équipes | Classement par équipes |
| Équipe                 | Équipe                             | Pays                   | Temps                  |
| ---------------------- | ---------------------------------- | ---------------------- | ---------------------- |
| 1re                    | UAE Team Emirates                  | Émirats arabes unis    | 219 h 08 min 58 s      |
| 2e                     | Ineos Grenadiers                   | Royaume-Uni            | + 48 min 53 s          |
| 3e                     | Bahrain Victorious                 | Bahreïn                | + 1 h 11 min 54 s      |
| 4e                     | Movistar Team                      | Espagne                | + 1 h 13 min 20 s      |
| 5e                     | Bora-Hansgrohe                     | Allemagne              | + 1 h 22 min 24 s      |
| 6e                     | Astana Qazaqstan Team              | Kazakhstan             | + 1 h 27 min 21 s      |
| 7e                     | Jumbo-Visma                        | Pays-Bas               | + 2 h 35 min 05 s      |
| 8e                     | EF Education-EasyPost              | États-Unis             | + 2 h 01 min 12 s      |
| 9e                     | Intermarché-Wanty-Gobert Matériaux | Belgique               | + 2 h 08 min 06 s      |
| 10e                    | Groupama-FDJ                       | France                 | + 2 h 18 min 02 s      |

| Classement par équipes | Classement par équipes             | Classement par équipes | Classement par équipes |
| Équipe                 | Équipe                             | Pays                   | Temps                  |
| ---------------------- | ---------------------------------- | ---------------------- | ---------------------- |
| 1re                    | UAE Team Emirates                  | Émirats arabes unis    | 219 h 08 min 58 s      |
| 2e                     | Ineos Grenadiers                   | Royaume-Uni            | + 48 min 53 s          |
| 3e                     | Bahrain Victorious                 | Bahreïn                | + 1 h 11 min 54 s      |
| 4e                     | Movistar Team                      | Espagne                | + 1 h 13 min 20 s      |
| 5e                     | Bora-Hansgrohe                     | Allemagne              | + 1 h 22 min 24 s      |
| 6e                     | Astana Qazaqstan Team              | Kazakhstan             | + 1 h 27 min 21 s      |
| 7e                     | Jumbo-Visma                        | Pays-Bas               | + 2 h 35 min 05 s      |
| 8e                     | EF Education-EasyPost              | États-Unis             | + 2 h 01 min 12 s      |
| 9e                     | Intermarché-Wanty-Gobert Matériaux | Belgique               | + 2 h 08 min 06 s      |
| 10e                    | Groupama-FDJ                       | France                 | + 2 h 18 min 02 s      |

## Abandons
Aucun abandon.